# Frans Van Giel
Franciscus Alexius van Giel (Oostmalle, 16 juli 1892 - Wechelderzande, 7 april 1975) was een Belgisch schilder. Hij wordt schilder van de Kempen genoemd en was bevriend met kunstschilder Jakob Smits. Van Giel was een leerling van Karel Mertens aan de Antwerpse academie. Hij schilderde portretten en landelijke en religieuze taferelen.
Hij was lid van diverse kunstenaarsverenigingen, waaronder:
- "Kunstkring Moderne Kunst", gesticht in Antwerpen in april 1927.
- "Kunstkring 't Getij", gesticht in 1939 door Oscar Verpoorten, Edmond Van Dooren, Frans Van Giel en Albert Poels.

Hij vestigde zich in Wechelderzande en is daar begraven.  

## Korte biografie
16/07/1889 Geboren in Oostmalle als Franciscus Alexius Van Giel.
1904 Kunstonderwijs aan de Tekenschool in Hoogstraten.
1908 Technisch onderwijs aan de Vak- en nijverheidsschool (atelier van  decoratieschilder Baumann) in Antwerpen.
1909 Avondleergangen aan de Antwerpse Academie (ateliers van Delrue en van Elliot).
1912 Kunstonderwijs aan de Koninklijke Academie voor Schone Kunsten van Antwerpen : primus in de schilderklas van Karel Mertens.
07/07/1920 Huwelijk in Merksem met Julia Maria Lucia De Laet .
08/11/1920 Echtpaar vestigt zich in Merksem.
1923 Raakt bevriend met kunstschilder Jakob Smits. Jacob Smits schrijft een brief naar Frans Van Giel waarin hij voorstelt om samen een tentoonstelling te organiseren.
1924 Eerste tentoonstelling in “Zaal Renis” in Antwerpen.
1931 Vestigt zich als zelfstandige in Wechelderzande (tot overlijden in 1975).
27/ 9/1951 Wordt ereburger van Oostmalle.
1962 Maakt reis van 3 maanden naar Chili, gevolgd door een aantal lezingen over de schoonheid van de ongerepte natuur.
21/10/1962 Viering (met huldetentoonstelling) in zijn geboortedorp Oostmalle naar aanleiding van zijn zeventigste verjaardag.
14/11/1969 Overlijden van zijn echtgenote.
07/04/1975 Overlijdt op 83-jarige leeftijd.
12/ 4/1975 Begraven op begraafplaats van Wechelderzande.
07/09/1977 In zijn geboortedorp Oostmalle wordt een straat naar hem genoemd.

## Tentoonstellingen
- 1922, Antwerpen, Feestzaal, 'Onze Kempen', georganiseerd door de 'Vereeniging tot Behoud van Natuur- en Stedenschoon’ (februari)
- 1924, Antwerpen, Zaal Renis
- 1929, Buenos Aires
- 1929, Antwerpen, Driejaarlijkse
- 1929, Gent, Galerie ’t Moleken, Moderne Kunst (3e groep) (15/2-28/3)
- 1930, Antwerpen, Kunstkring Moderne Kunst
- 1930, Brussel, Palais des Beaux-Arts, Moderne Kunst (11-22/1)
- 1932, Antwerpen, Stedelijke Feestzaal, Kunstkring Moderne Kunst
- 1933, Antwerpen, Stedelijke Feestzaal, Kunstkring Moderne Kunst(18/2- 6/3)
- 1933, Tilburg, Zaal Unique, Kunstkring Moderne Kunst(15/4-6/5)
- 1933, Gent, Feestzaal, Citadelpark, 45e Salon – Moderne Kunst [Driejaarlijksch Salon] (12/8-8/10)
- 1934, Knokke, Casino, Moderne Kunst (4-13/8)
- 1935, Antwerpen, Stedelijke Feestzaal, Kunstkring Moderne Kunst (15-24/3)
- 1935, Antwerpen, Museum Plantin-Moretus, Moderne Kunst (16-24/3)
- 1936, Turnhout, De Kempen
- 1937, Mechelen, Feestzaal
- 1938, Antwerpen, Zaal Wijnen
- 1939, Brussel, Cinquantenaire
- 1939, Herenthals, Kunstdagen
- 1939, Antwerpen, Stedelijk Kunstsalon, Kunstkring ‘t Getij (25/10-3/11)
- 1940, Antwerpen, Hotel 'Osterrieth', Winterhulp - Tentoonstelling van kunstwerken door de beeldende kunstenaars geschonken (31/12/1940 - 31/1/1941)
- 1941, Mechelen, Stadsfeestzaal, Winterhulp - Tentoonstelling van kunstwerken door de beeldende kunstenaars geschonken (1/15/3/1941)
- 1946, 's-Gravenhage, Kunstkring 't Getij
- 1950, Leuven, Kunstkring 't Getij
- 1951, 's-Hertogenbosch, Kunstkring 't Getij
- 1952, St. Niklaas-Waas, Kunstkring 't Getij
- 1952, Antwerpen, Huldetentoonstelling
- 1962, Oostmalle, Huldetentoonstelling
- 1985, Antwerpen, Galerij Brabo, Tentoonstelling Moderne Kunst 1927-1940, Hulde aan Pol Verswijver (4/12/1985 – 24/1/1986)

## Bibliographie
- 1929, ED. NED. (E. Glouden), Ons Land
- 1929, ED. NED. (E. Glouden), El Pueblo (Brazilië) (31/10)
- 1929, ED. NED. (E. Glouden), El Pueblo (Brazilië) (14/11)
- 1929, P. D. M. (Pol De Mont), De Schelde
- 1930, P. D. M. (Pol De Mont), Kunst en Opbouw
- 1933, P. D. M. (Pol De Mont), De Schelde (feb)
- 1934, P. D. M. (Pol De Mont), De Schelde (17/2)
- 1935, DELEN, A. J. J., De groep kunstenaars van ‘Moderne Kunst', Antwerpen, Uitgave Loosbergh, 64 pp (5x z/w afb.) 450 ex., waarvan 200 genummerd en op naam van de inschrijver, 3 ex. a, b en c bleven voorbehouden
- 1939, L.V.T., 'Frans van Giel - de schilder der Kempen', De Stad, 12e jg, no. 28, 15/9, p890
- 1941, LAENENS, Bert, Volk en Kultuur, (23/3)
- 1943, LAENENS, Bert, ‘Frans Van Giel’, Standaard, Antwerpen, 29 pp, (12 zw/w afb. buitentekst)
- 1952, DE CNODDER, Remi, 'Frans Van Giel', Brussel, uitgeverij ’t Getij, foto’s door Nestor Gerard, clichés door Firma Lambert en Co, Antwerpen, gedrukt door C. Govaerts N.V., Deurne-Antwerpen, februari, 32 pp (20 afb. waarvan 1 in kleur), 450 ex., waarvan 200 genummerd en op naam van de inschrijver, 3 ex. a, b en c bleven voorbehouden
- 1961, PEETERS, Denijs, "Kunstenaars van heden - deel 7 - Frans Van Giel', Artistenfonds, Rockoxhuis, Antwerpen, pp 37-52 (6 z/w afb.)
- 1970, VAN HEMELDONCK, Emiel, ‘Frans Van Giel en de Kempen’, drukkerij Plantin Antwerpen, pp 334
- 1982, SMOLDERS, P., ‘Huldetentoonstelling Frans Van Giel’, Kunstkring ’t Ven, Cultureel Centrum Westmalle, foto’s door C. Hoefnagels, gedrukt door Paulussen-Raveels, mei, 24 pp, (30 afb. waarvan 5 in kleur)

## Varia
De gezamenlijke tentoonstelling die Jacob Smits voorstelde in zijn brief uit 1923 is er nooit gekomen. Postuum organiseert het Jacob Smitsmuseum in Mol, van maart tot mei 2015 een tentoonstelling met werken van Frans Van Giel naar aanleiding van de 40ste verjaardag van zijn overlijden.